# Women as Lovers
Women as Lovers è il sesto album in studio del gruppo musicale statunitense Xiu Xiu, pubblicato nel 2008.

## Tracce
1. I Do What I Want, When I Want – 3:12
2. In Lust You Can Hear the Axe Fall – 3:30
3. F.T.W. – 2:56
4. No Friend Oh! – 3:48
5. Guantanamo Canto – 2:37
6. Under Pressure (feat. Michael Gira) – 3:30
7. Black Keyboard – 3:57
8. Master of the Bump (Kurt Stumbaugh, I Can Feel the Soil Falling Over My Head) – 3:55
9. You Are Pregnant You, You Are Dead – 2:16
10. The Leash – 2:15
11. Child at Arms – 2:52
12. Puff and Bunny – 2:51
13. White Nerd – 2:45
14. Gayle Lynn – 3:13